# Camille Bahl
Pour les articles homonymes, voir Bahl.
Camille Bahl est une gymnaste artistique française, née à Schiltigheim le 13 octobre 1999. Elle a une sœur née en 2003 .

## Carrière
Elle a commencé la gymnastique à l'âge de 5 ans au club d'Oberhoffen puis a intégré la section sport-etude de l'Union Haguenau à 6 ans. Elle integre ensuite le pôle espoir de Dijon en 2011 où elle est alors entraînée par Dominique Aubry et Jian Fu Ma et Hong et rejoint l'INSEP en août 2014.
Lors de ses premières compétitions nationales, en 2010 elle obtient la médaille d'argent aux championnats de France avenir à Albertville. 
En 2012, elle intègre pour la première fois l'équipe de France junior pour le tournoi international d'Arques. 
En 2013 elle participe à plusieurs compétitions internationales dont l'International Gymnix au Canada et les Massilia où elle remporte le bronze au saut. En revanche, elle se fait recaler pour le Festival Olympique de la Jeunesse Européenne alors qu'elle termine vice-championne des Coupes Nationales. 
En 2014, elle participe au match France/Roumanie/Belgique qui a lieu à Avoine où elle remporte la médaille de bronze par équipe et se classe 6e du concours général.  Elle participe également au championnat d'Europe. Aux Jeux olympiques de la jeunesse d'été de 2014, Camille Bahl termine huitième du concours général individuel.
Lors des Championnats de France 2015, elle remporte le titre au saut. Aux Championnats d'Europe de gymnastique artistique 2015, elle réussit à se qualifier pour la finale du saut de cheval, terminant septième. Elle est ensuite première remplaçante dans l'équipe pour les championnats du monde à Glasgow. Pour finir l'année, elle obtient la médaille de bronze au saut aux Massilia. 
Début 2016 elle participe au trophée de Jesolo puis est sélectionnée pour le Test Event à Rio en Avril. Malheureusement elle se blesse la veille du départ lors d'un stage de préparation au Portugal. 
Elle met un terme à sa carrière en février 2017 après avoir traîné une blessure à la cheville depuis avril 2016.